# Kastell Dupljaja
Das Kastell Dupljaja war ein römisches Hilfstruppenlager auf dem Gebiet des zur Stadt Bela Crkva gehörenden Dorfes Dupljaja. Der Ort gehört zum Okrug Južni Banat in der serbischen Region Vojvodina. In antiker Zeit war es ein Außenkastell des Dakischen Limes und gehörte administrativ zur Provinz Dacia superior.

## Erkenntnisse
Die Überreste des Hilfstruppenkastells liegen nördlich von Dupljaja auf einer Flussterrasse am rechten Ufer des Flusses Caras. Der Bereich des ehemaligen Militärlagers ist als leichte Geländeerhöhung, die den Flurnamen „Cetate“ (= Burg) trägt, leicht im Gelände auszumachen.
Das Bodendenkmal wurde nie archäologisch untersucht. Die Besatzung des Kastells, die vermutlich die römische Straße von Translederata nach Tibiscum überwachte, ist unbekannt.

## Denkmalschutz
Der Schutz archäologischer Objekte und Zonen genießt in Serbien oberste Priorität und wird durch das 1994 definierte Denkmalschutzgesetz (Amtsblatt SG RS, 71/94) mit seinen nachfolgenden Änderungen und Zusätzen sowie durch spezielle Erlasse geregelt. Zuständig ist das zum Ministerium für Kultur gehörende serbische Denkmalamt in Belgrad. Nachforschungen und gezieltes Sammeln von Funden sind erlaubnispflichtig. Die Beschädigung und Zerstörung von archäologischen Fundobjekten und Fundplätzen ist innerhalb von 24 Stunden den Behörden zu melden. Ohne Rücksprache mit dem serbischen Denkmalamt dürfen keine Antiken außer Landes gebracht werden. Vergehen werden als kriminelle Handlungen im Sinne der serbischen Gesetzgebung bestraft. Bei der Einreise in die Europäische Union ist mit Überprüfungen zu rechnen.